# Agonis
Agonis es un género de cuatro especies de la familia de las Myrtaceae; endémicas de Australia occidental, cerca de las costas sudoestes. Solo una, Agonis flexuosa, tiene formato de árbol, las otras generalmente son arbustos altos.
Las spp. de Agonis generalmente tienen una corteza fibrosa parda oscura, hojas verde fuerte; inflorescencias de pequeñas flores blancas. Tienen fuerte olor a menta cuando se estrujan sus hojas.
Las raíces redondeadas de Agonis flexuosa son muy sensibles. Muchos cuidados deben tomarse al trasplantar para evitar estrés.
El nombre Agonis viene del griego agon, reunión o colección. Se refiere a las encerradas y apretadas inflorescencias.
A. flexuosa (Peppermint de Australia) es la más conocida de las Agonis, árbol común en parques y veredas de Perth, Australia Occidental.

## Especies deAgonis
- Agonis baxteri
- Agonis flexuosa (Peppermint de Australia)
  - Agonis flexuosa var. flexuosa
  - Agonis flexuosa var. latifolia
- Agonis theiformis
- Agonis undulata

Agonis tenía otras especies, pero recientemente el Gro. se dividió, con la mayoría pasando a ser especies de Taxandria.
Agonis es comida por el lepidóptero Aenetus dulcis.